# Íñigo Manrique de Lara (obispo de Córdoba)
No debe confundirse con su tío, Íñigo Manrique de Lara, arzobispo de Sevilla.

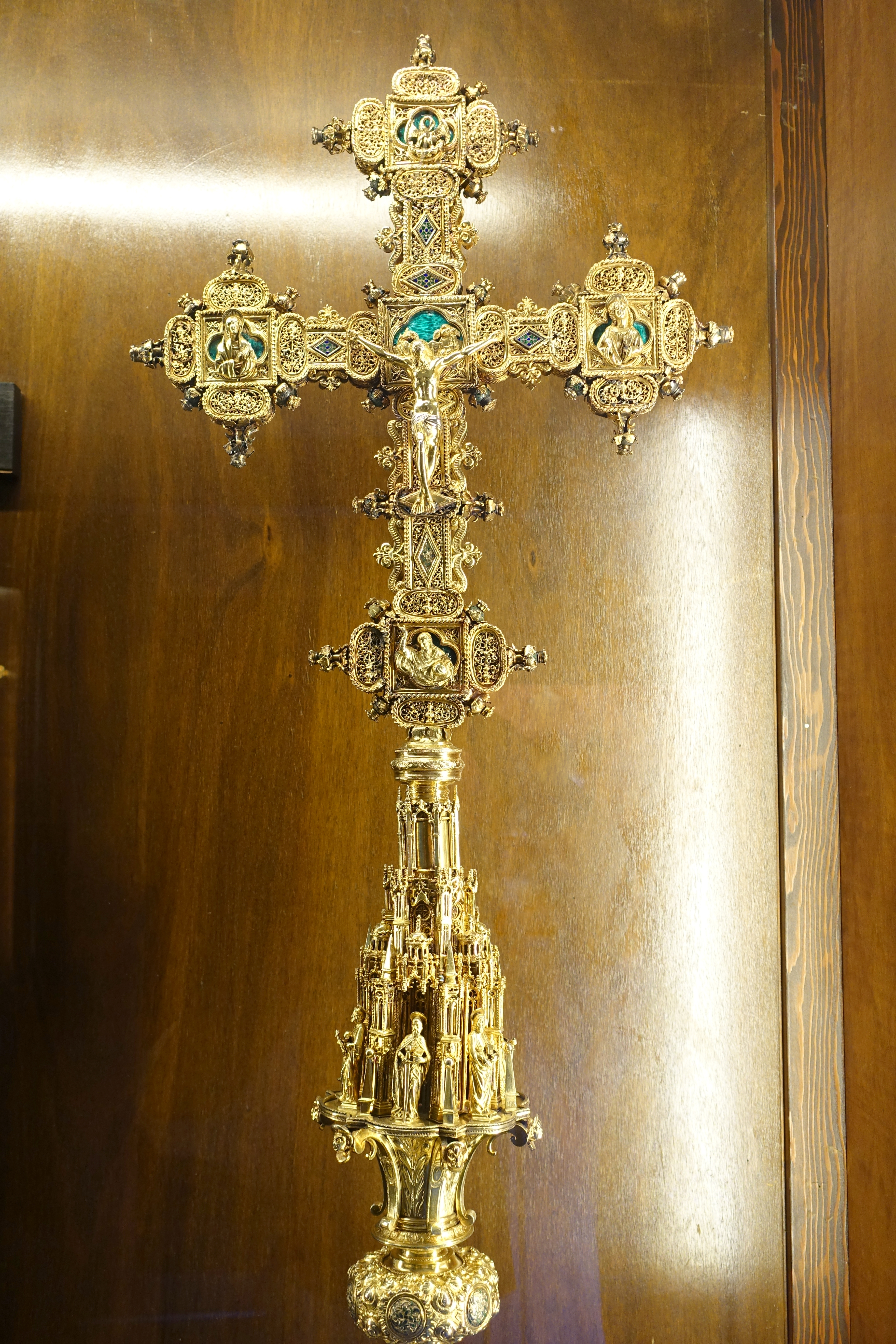
Cruz procesional del obispo ubicada en el Tesoro de la Mezquita-catedral de Córdoba.

Íñigo Manrique de Lara (f. Ciudad Real, 1496) fue un clérigo español designado en 1484 para ejercer el cargo de obispo de León y en 1485 obispo de Córdoba, España, por nombramiento del Papa Inocencio VIII, tras ser propuesto de los Reyes Católicos, cargo que ejerció hasta su fallecimiento en 1496. 

## Biografía

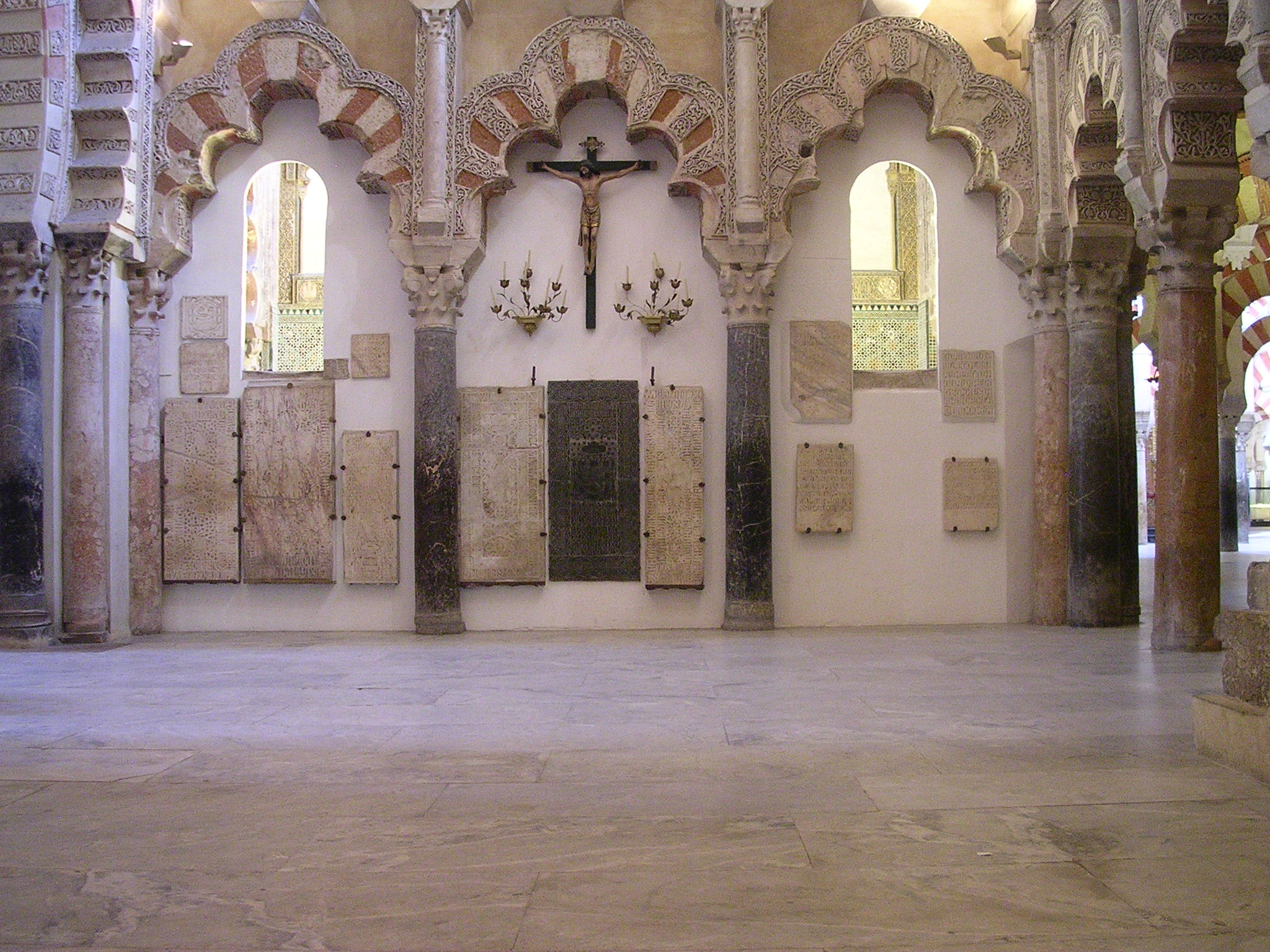
La tumba de Íñigo Manrique en bronce negro justo en el centro, bajo el crucifijo, en la capilla de Villaviciosa de la Mezquita-catedral de Córdoba.

Fue el segundo hijo varón de Pedro Manrique, primer señor de Ezcaray, y de su primera esposa, Isabel de Quiñones. La influencia de su noble familia y de su tío Íñigo Manrique de Lara, arzobispo de Sevilla, le llevaron a alcanzar grandes títulos especialmente en el mundo eclesiástico. En 1468, actuando como canónigo en Palencia, alcanzó un beneficio curado en la diócesis de Coria, siendo su tío obispo de la diócesis e insistiendo al Cabildo para que le dieran dicho privilegio. Unos años más tarde alcanzó el grado de arcediano de Galisteo y en 1474 Isabel I de Castilla le nombró capellán real y más tarde protonotario. En 1480 los Reyes Católicos le dieron el título de oidor de la Real Audiencia y Chancillería de Valladolid, puesto vacante tras el fallecimiento de Juan Gómez de Zamora, cuyo cargo llevaba la concesión de 30.000 maravedíes vitalicios.
En 1484 consiguió el obispado de León, sustituyendo a Luis de Velasco. En este primer cargo episcopal fue mandado como embajador por los Reyes Católicos a Portugal para confirmar las noticias de la muerte o prisión del duque de Viseo, primo hermano de Isabel I. Los monarcas le recompensaron un año más tarde con el obispado de Córdoba, para lo cual pidieron solicitud al Papa Inocencio VIII, aunque Íñigo Manrique no ocupó dicho puesto hasta comienzos de 1486. El 13 de mayo de ese año ya se encontraba ejerciendo sus funciones en Córdoba, pues se conserva una sentencia de esa fecha sobre un asunto relacionado con los diezmos de Antequera. El 15 de julio de 1488 recibió junto con el Cabildo, a los Reyes Católicos que volvían de la victoriosa campaña militar que les había permitido obtener las plazas de Loja, Íllora y Moclín. En el año 1489 el obispo Manrique obtuvo permiso de Isabel la Católica, tras una negativa inicial, para demoler parte de la Mezquita de Córdoba, con el objetivo de construir una nueva nave en estilo gótico que fue ubicada en la actual capilla de Villaviciosa. Asimismo, promovió las obras de la torre campanario de la iglesia de San Nicolás de la Villa.
En 1493 los monarcas le solicitaron que volviera a incorporarse al Consejo Real y residiera en Valladolid mientras Isabel y Fernando se hallaban en la Corona de Aragón. Un año más tarde ocupó durante un breve periodo de tiempo el cargo de inquisidor general. Presidió la Chancillería de Ciudad Real, aunque no se ha conservado este nombramiento, municipio donde otorgó su testamento el 26 de febrero de 1496, donde falleció unos días más tarde. Fue enterrado en capilla de Villaviciosa de la Mezquita-catedral de Córdoba que él mismo promovió.